# Luigi di Borbone-Condé
Luigi di Borbone-Condé, conte di Clermont (Versailles, 15 giugno 1709 – Parigi, 16 giugno 1771), fu un principe di sangue reale, abate di Saint-Germain-des-Prés dal 1737, era figlio di Luigi III di Borbone-Condé (1668-1710) e di Mademoiselle de Nantes (1673-1743).

## Biografia

### Carriera ecclesiastica
Fu nominato abate commendatario della Abbazia di Saint-Claude il 7 maggio 1718, quindi abate di Marmoutier, Cercamps, di Chaalis nel 1736 e di Bec.
A Chaalis egli intraprese enormi lavori sotto la direzione di Jean Aubert, che rovinarono l'Abbazia ed i monaci dovettero di conseguenza abbandonarla. Egli si dimise da Saint-Claude quando ricevette dal re Luigi XV l'Abbazia di Saint-Germain-des-Prés (15 agosto 1737), prendendone possesso ai primi di settembre dalle mani del R.P. dom René Laneau, superiore generale della congregazione di San Mauro.

### Carriera militare
Nonostante gli ordini presi, egli ottenne da Papa Clemente XII nel 1733 l'autorizzazione a portare le armi. Luogotenente generale nel 1735, partecipò alla campagna nei Paesi Bassi. Posto al comando dell'armata di Boemia, fu sconfitto a Krefeld (23 giugno 1758) da Ferdinando di Brunswick-Wolfenbüttel. Dopo le sconfitte subite dalla Francia da parte di Federico II di Prussia nella guerra dei sette anni, egli predispose piani per rimettere in sesto l'esercito francese.
Fu anche governatore della Champagne.

### Vita civile
Il 24 giugno del 1724 fu nominato cavaliere dellOrdine dello Spirito Santo.
Nel 1729 fondò l'Académie du Petit-Luxembourg, nel palazzo del Petit Luxembourg ove si riunivano scienziati ed artisti come gli architetti Jean Aubert, Germain Boffrand, Jean-Michel Chevotet e Pierre Vigné de Vigny.
Nel 1743 successe al duca d'Antin alla testa della Massoneria francese e fu Gran Maestro della Gran Loggia di Francia fino al 1771.
Molto colto, egli protesse scienziati ed artisti e divenne membro dell'Académie française nel 1753. Di lui disse Sainte-Beuve:
(Charles Augustin Sainte-Beuve)
Egli fu l'amico di Madame de Pompadour, della quale portava la coccarda.
Viveva con Madmoiselle Elisabeth-Claire Leduc, danzatrice dell'Opéra, nel castello di Berny a Fresnes, residenza di campagna degli abati di Saint-Germain-des-Prés.
Nel 1765 la sposò con un matrimonio segreto ed ebbe da lei due figli naturali: l'abate Leduc (1766 – 1800), che portò il titolo di abate di Vendôme, e una figlia (nata nel 1768).
Dopo la sua morte, secondo i suoi desideri, la sua salma fu inumata, ad Enghien e il suo cuore posto nella Chiesa di Saint-Paul-Saint-Louis, in rue Saint-Antoine a Parigi.

## Antenati
|                                    |                       |                                      | Genitori                               |  |  | Nonni |  |  | Bisnonni                  |  |  | Trisnonni                  |  |
|                                    |                       |                                      |                                        |  |  |       |  |  | Luigi II di Borbone-Condé |  |  | Enrico II di Borbone-Condé |  |
|                                    |                       |                                      |                                        |  |  |       |  |  | Luigi II di Borbone-Condé |  |  | Enrico II di Borbone-Condé |  |
|                                    |                       | Carlotta Margherita di Montmorency   |                                        |  |  |       |  |  | Luigi II di Borbone-Condé |  |  |                            |  |
| Enrico III Giulio di Borbone-Condé |                       |                                      |                                        |  |  |       |  |  | Luigi II di Borbone-Condé |  |  |                            |  |
|                                    |                       | Claire-Clémence de Maillé            | Urbain de Maillé, Marchese di Brézé    |  |  |       |  |  |                           |  |  |                            |  |
|                                    |                       | Claire-Clémence de Maillé            | Urbain de Maillé, Marchese di Brézé    |  |  |       |  |  |                           |  |  |                            |  |
|                                    |                       | Claire-Clémence de Maillé            | Nicole du Plessis de Richelieu         |  |  |       |  |  |                           |  |  |                            |  |
| Luigi III di Borbone-Condé         |                       | Claire-Clémence de Maillé            |                                        |  |  |       |  |  |                           |  |  |                            |  |
|                                    |                       | Edoardo del Palatinato               | Federico V Elettore Palatino           |  |  |       |  |  |                           |  |  |                            |  |
|                                    |                       | Edoardo del Palatinato               | Federico V Elettore Palatino           |  |  |       |  |  |                           |  |  |                            |  |
|                                    |                       | Edoardo del Palatinato               | Elisabetta Stuart                      |  |  |       |  |  |                           |  |  |                            |  |
| Anna Enrichetta del Palatinato     |                       | Edoardo del Palatinato               |                                        |  |  |       |  |  |                           |  |  |                            |  |
|                                    |                       | Anna Maria di Gonzaga-Nevers         | Carlo I di Gonzaga-Nevers              |  |  |       |  |  |                           |  |  |                            |  |
|                                    |                       | Anna Maria di Gonzaga-Nevers         | Carlo I di Gonzaga-Nevers              |  |  |       |  |  |                           |  |  |                            |  |
|                                    |                       | Anna Maria di Gonzaga-Nevers         | Caterina di Lorena                     |  |  |       |  |  |                           |  |  |                            |  |
| Luigi di Borbone-Condé             |                       | Anna Maria di Gonzaga-Nevers         |                                        |  |  |       |  |  |                           |  |  |                            |  |
|                                    | Luigi XIII di Francia | Enrico IV di Francia                 |                                        |  |  |       |  |  |                           |  |  |                            |  |
|                                    | Luigi XIII di Francia | Enrico IV di Francia                 |                                        |  |  |       |  |  |                           |  |  |                            |  |
|                                    | Luigi XIII di Francia | Maria de' Medici                     |                                        |  |  |       |  |  |                           |  |  |                            |  |
| Luigi XIV di Francia               | Luigi XIII di Francia |                                      |                                        |  |  |       |  |  |                           |  |  |                            |  |
|                                    |                       | Anna d'Asburgo                       | Filippo III di Spagna                  |  |  |       |  |  |                           |  |  |                            |  |
|                                    |                       | Anna d'Asburgo                       | Filippo III di Spagna                  |  |  |       |  |  |                           |  |  |                            |  |
|                                    |                       | Anna d'Asburgo                       | Margherita d'Austria-Stiria            |  |  |       |  |  |                           |  |  |                            |  |
| Luisa Francesca di Borbone-Francia |                       | Anna d'Asburgo                       |                                        |  |  |       |  |  |                           |  |  |                            |  |
|                                    |                       | Gabriel de Rochechouart de Mortemart | René de Rochechouart de Mortemart      |  |  |       |  |  |                           |  |  |                            |  |
|                                    |                       | Gabriel de Rochechouart de Mortemart | René de Rochechouart de Mortemart      |  |  |       |  |  |                           |  |  |                            |  |
|                                    |                       | Gabriel de Rochechouart de Mortemart | Jeanne de Saulx de Tavannes            |  |  |       |  |  |                           |  |  |                            |  |
| Françoise-Athénaïs di Montespan    |                       | Gabriel de Rochechouart de Mortemart |                                        |  |  |       |  |  |                           |  |  |                            |  |
|                                    |                       | Diane de Grandseigne                 | Jean de Grandseigne                    |  |  |       |  |  |                           |  |  |                            |  |
|                                    |                       | Diane de Grandseigne                 | Jean de Grandseigne                    |  |  |       |  |  |                           |  |  |                            |  |
|                                    |                       | Diane de Grandseigne                 | Catherine de La Béraudière de Villenon |  |  |       |  |  |                           |  |  |                            |  |
|                                    |                       | Diane de Grandseigne                 |                                        |  |  |       |  |  |                           |  |  |                            |  |